# Battaglia delle Brentelle
La battaglia delle Brentelle è stato un evento bellico del 25 giugno 1386, svoltosi a Brentelle, nei pressi di Padova, tra le truppe dei Carraresi, al comando di Giovanni Ubaldini, e quelle degli Scaligeri, signori di Verona, capitanate da Cortesia Serego, effettuato a seguito dell'invasione del territorio padovano perpetrata da Antonio della Scala durante la primavera.
La sconfitta dei veronesi fu rilevante; il Serego fu catturato e condotto a Padova assieme a oltre 9 000 prigionieri (molti dei quali rilasciati poco dopo) e ad altri condottieri, tra i quali Facino Cane e Ostasio da Polenta. La prigionia cui per oltre un anno fu sottoposto il comandante veronese fu particolarmente aspra, e lo condusse alla morte poco dopo essere stato rilasciato.